# Jan Sokolnicki
Jan Sokolnicki herbu Jelita (zm. przed 30 grudnia 1676 roku) – pisarz bełski od 1664 roku, podstarości bełski w latach 1667-1673.
Był elektorem Jana III Sobieskiego z województwa bełskiego w 1674 roku.